# Chronica Majora
Chronica Majora (slovensko Velika kronika) je temeljno delo Mateja Pariškega, člana angleške benediktinske skupnosti St Albans in zgodovinarja. Delo se začne s Stvarjenjem in vsebuje letopise do avtorjeve smrti leta 1259. Kronika že dolgo velja za sodoben poskus predstavitve univerzalne zgodovine sveta.
Ilustrirani avtografski izvod Velike kronike, napisan v latinščini, se je ohranil v treh zvezkih. Prva dva zvezka, ki zajemata Stvarjenje, zgodovino do leta 1188 in leta 1189 do 1253 (MS 26 in MS 16), sta shranjena v knjižnici Parker na kolidžu Corpus Christi v Cambridgeu. Preostali del Kronike od leta 1254 do Matejeve smrti leta 1259, je v Britanski knjižnici, vezan kot Royal MS 14 C VII folios 157–218.
Kronika je znana tudi po avtorjevi uporabi arhivskega in dokumentarnega gradiva brez primere. Viri obravnavajo več kot 200 predmetov, vključujejo listine iz osmega stoletja, mestne pravice St Albansa, dokumente v zvezi s kanonizacijo sv. Edmunda Canterburyjskega in celo dokumentiran seznam dragocenih draguljev in artefaktov v lasti St Albansa. Ta izčrpen seznam gradiva je zahteval dodatek, ki je kasneje postal ločen zvezek Liber Additamentorum. 
Kronika je eden najpomembnejših ohranjenih dokumentov za zgodovino latinske Evrope. Matejevo delo, ki se osredotoča predvsem na Anglijo,  zajema tudi oddaljene regije, kot so Norveška, Ogrska in Sicilija, pa tudi  križarske države in je še vedno cenjena zaradi poročanja o mongolskih vpadih, podrobnega poročila o konfliktu med Friderikom II. Nemškim in papeži ter komentarja o izbruhu druge baronske vojne 1258–1267. Matej je bil tudi izvrsten risar. Njegovi rokopisi veljajo za najodličnejše primere angleških gotskih rokopisov in vključujejo nekatere najzgodnejše ohranjene zemljevide Britanije in Svete dežele.

## Zgodovinskost
Matejev status zgodovinarja je že dolgo predmet akademskih razprav. Medtem ko mnogi trdijo, da Matej nikoli ni nameraval biti "skromen sestavljalec datiranih dogodkov", nekateri strokovnjaki  njegovo delo še vedno obravnavajo kot okoren letopis.
Matej je pripisoval velik pomen znamenjem in čudesom, zlasti v predgovoru in na zadnjih straneh Kronike. Slednja je vsebovala seznam čudes, za katera je trdil, da so se zgodila v petdesetih letih.
Takšno poročanje je nedvomno imelo korenine v latinskih vzornikih, kot je bil Cicero, ki ni vplival samo na Mateja, ampak tudi na njegove sodobnike.  V klasičnih spisih se je moralna polemika pogosto dosegala s pripovedmi, ki so prikazovale dobro in zlo v poduk bralca. To konvencijo je Matej z veliko spretnostjo vtkal v Kroniko. Postavljal je retorična vprašanja o dejanjih in dejanjih ljudi ter zakaj je bilo treba takšne stvari zapisati. V Matejevih očeh, ki je bil konzervativni benediktinski menih, so znamenja in čudeži opozarjali na lakoto in druge nesreče, ki bodo doletele človeštvo kot povračilo za njegove grehe. Matej je v bistvu verjel, da bodo zgodovina in grešna dejanja, ki so jo ustvarila, grešnike spodbudili, da pohitijo in poiščejo Božje odpuščanje.
Za Mateja je bila zgodovina stvar moralnega poučevanja in sredstvo za vodenje zemeljske in nebeške blaginje Božjega ljudstva. Matej je poročanje o zgodovini videl kot platformo, prek katere je mogoče predstaviti napake ljudi kot lekcijo, iz katere se je mogoče učiti. Od svojega ravnanja z Judi do poročanja o mongolski invaziji je Matej pisal s stališča sebičnosti. Nagnjen je k izkrivljanju zgodovine in izvornega gradiva, da bi ohranil integriteto svoje opatije in kraljestva. Kronika kljub temu ponuja vsaj vpogled v to, kaj je zgodovina pomenila sodobnikom in kako so jo uporabljali za uskladitev svojega položaja v svetu. Ponuja enciklopedično zgodovino zadev njegove skupnosti in izjemno število pronicljivih virov in dokumentov, ki se sicer ne bi nikoli ohranili. 
Velika kronika Mateja Pariškega vsebuje enega prvih ohranjenih opisov in podob Blodečega Juda, legendarne osebnosti, ki je Jezusa na poti do križanja udaril in oštel, za kar je bil obsojen na blodenje po Zemlji do Jezusovega drugega prihoda.

## Dodatno branje
- Richard Vaughan: Matthew Paris, Cambridge Studies in Medieval Life and Thought, New ser. 6 (Cambridge, 1958),  (Internet Archive)
- Richard Vaughan (ed. and tr): The Chronicles of Matthew Paris: Monastic Life in the Thirteenth Century (Gloucester, 1984).
- Richard Vaughan: The Illustrated Chronicles of Matthew Paris. Stroud: Alan Sutton, 1993. ISBN 978-0-7509-0523-7
- Suzanne Lewis: The Art of Matthew Paris in the Chronica Majora. University of California Press, 1987 (California Studies in the History of Art) ( online excerpt, about the elephant)